# Saropogon elbaiensis
Saropogon elbaiensis là một loài ruồi trong họ Asilidae. Saropogon elbaiensis được Efflatoun miêu tả năm 1937. Loài này phân bố ở vùng Cổ Bắc giới và nhiệt đới châu Phi.